# Nong hak
Nong hak (laosià: ນ້ອງຮັກ, comercialtizada internacionalment com Dearest Sister) és una pel·lícula de terror de Laos del 2016 que es va estrenar als Estats Units el 25 de setembre de 2016 i a Laos l'11 de maig de 2017. És el segon llargmetratge dirigit per Mattie Do. Va ser seleccionada com a entrada laosiana com a Millor pel·lícula de parla no anglesa als Premis Oscar de 2017, la primera vegada que Laos presenta una pel·lícula per ser considerada en aquesta categoria, però no va ser nominada.
La pel·lícula tracta sobre una noia del poble de Laos que viatja a Vientiane per cuidar la seva cosina rica que misteriosament ha perdut la vista i, d'alguna manera, ha aconseguit la capacitat de comunicar-se amb els morts. Les coses es veuen motivades encara més pel matrimoni ambivalent del cosí amb un migrant blanc estonià, que té els seus propis secrets foscos per amagar. Do ha citat el ballet del segle XIX La Baiadera com a font d'inspiració per a la pel·lícula.

## Argument
La Nok és una noia ingènua del poble que viatja a Vientiane per tenir cura de la seva cosina Ana, enriquida pel seu matrimoni amb un estranger, que de sobte està malalta.
Jakob ha demanat a Nok que vingui des que l'Ana ha estat afectada per una misteriosa malaltia que no sols li difumina la visió sinó que li permet veure el mort recentment. Després d'una de les seves visions, l'Ana recita números, números que no recorda però que utilitza Nok per jugar a la loteria. Ella guanya i compra un telèfon nou. Després que la mare d'un dels venedors del supermercat tingui un ictus, l'Ana té una altra visió i la Nok torna a guanyar la loteria, però els criats d'Ana li roben els guanys i amenacen amb dir-li a l'Ana que en Nok li ha estat robant. Mentrestant, l'Ana i la Nok s'apropen i l'Ana comença a tractar-la més com a amiga, considerant-la la seva germana petita i comprant-li la roba.
L'Ana té la visió que la seva mare ha mort i s'ensorra al terra cantant números. Quan truca a la seva mare està bé, però mor unes hores més tard després de ser víctima d'un atropellament. Després de saber que l'Ana va predir la mort de la seva mare abans de recitar números, el pare de l'Ana endevina correctament que els números estaven relacionats amb la loteria. No obstant això, Nok dóna al pare de l'Ana el número incorrecte i s'embutxaca els guanys per ella. Poc després l'Ana rep una trucada telefònica dels pares d'en Nok que es queixen que no han rebut diners de Nok. Nok admet que es va gastar els diners en ella mateixa i que els números que l'Ana havia estat recitant eren números correctes de loteria que van provocar una fractura entre tots dos.
Ana va a Tailàndia per fer-se una operació per "corregir" la seva visió. Mentre ella i Jakob són fora, els criats celebren una gresca d'embriacs destruint la casa. Al seu retorn, l'Ana i el Jakob acomiadaran els criats i Jakob deixa l'Ana a càrrec d'en Nok mentre ell va a atendre el seu negoci fallit.
L'Ana està essencialment cega al seu retorn, ja que els seus ulls estan embenats i s'han de netejar i mantenir coberts durant una setmana. En Nok es nega a atendre l'Ana i comença a morir-la de gana ia reordenar els mobles perquè no pugui moure's. L'Ana aconsegueix robar el mòbil d'en Nok i tancar-la al lavabo mentre truca a Jakob demanant-li ajuda. Poc després té una visió on ell "apareix" a ella només per desaparèixer i fer que reciti més números que Nok escolta des del bany.
Jakob arriba al recinte amb la intenció de rescatar l'Ana, però és copejat al cap pels els criats que estan enfadats per ser acomiadats i han tornat a robar el que puguin. Tanquen l'Ana i Jakob moribund al lavabo amb Nok.
Al lavabo, la Nok es queixa de la manera com l'Ana la va tractar, mentre que l'Ana afirma que sempre va ser amable amb Nok. Llevant-se els embenats, l'Ana té una visió final tant d'ella com de Nok, ambdues ferides de mort. En Nok, recollint un ganivet, li pregunta a l'Ana què està mirant, mentre que l'Ana, agafant una fulla, respon "Res".

## Repartiment
La pel·lícula és protagonitzada per l'actor estonià Tambet Tuisk (Poll, Detsembrikuumus), la personalitat de la música i la ràdio laosiana Vilouna Phetmany i Amphaiphun Phommapanya, el protagonista del debut com a director de Do Chanthaly.

## Finançament
Una campanya Indiegogo va recaptar 40.141 USD el 2 de juliol de 2014, la qual cosa va recaptar el 134% dels 30.000 USD objectiu. La pel·lícula es va estrenar al Fantastic Fest a Austin al setembre de 2016, així com al Festival Internacional de Cinema Fantàstic de Lund a l'octubre de 2016 a Suècia.

## Reconeixements
Va rebre una menció especial del Premi Focus Asia al XLIX Festival Internacional de Cinema Fantàstic de Catalunya